# 123 (число)
123 (сто два́дцять три) — натуральне число між 122 і 124.

## У математиці
- Цифри цього числа утворюють арифметичну прогресію.
- Сума цифр цього числа рівна їхньому добутку.
- 123 - число Люка.

## У науці
- атомний номер унбітрію.

## У інших областях
- 123 рік, 123 до н. е.
- ASCII — код символу «{».